# Места именована по Јосипу Брозу Титу
Места именована по Јосипу Брозу Титу, доживотном председнику СФРЈ, била су места у Југославији која су у различитим периодима од 1945. до 1997. носила његово име. Пракса именовања градова по Титу започела је одмах након Другог светског рата, када су његово име узели — Кореница, Ужице, Подгорица и Велес, а настављена након његове смрти, када су његово име понели — Велење, Дрвар, Косовска Митровица и Врбас, чиме је по један град у свакој републици и покрајини носио његово име.
Пракса именовање градова по Јосипу Брозу, али и другим југословенским револуционарима, као и тада живим комунистичким функционерима, постојала је до 1954, након чега су многим градовима враћена ранија имена, али су градови са Титовим именима остали све до почетка демократских промена, након распада Савеза комуниста 1990. године.
Поред неформалног статуса „град са Титовим именом”, у СФРЈ је постојао и званични статус град херој, за градове одликоване Орденом народног хероја, а Дрвар је био једини град који је имао оба префикса.

## Историјат
У току постојања Социјалистичке Федеративне Републике Југославије (СФРЈ) неколико места на њеној територији носило је име доживотног председника Јосипа Броза Тита (1892—1980). Прва именовања његовим именом почела су одмах након завршетка Другог светског рата, крајем 1945. и током 1946, када су четири града понела његово име — Титова Кореница, Титово Ужице, Титоград (Подгорица) и Титов Велес. Кореница, среско место у Лици и познато партизанско упориште, које је од почетка 1942. до краја рата било центар слободне територије, добило је 5. октобра 1945. Титово име одлуком Вицка Крстуловића министра унутрашњих послова у Влади Федералне Хрватске. Обележавање пете годишњице устанка против окупатора била је прилика да Титово име добију и други градови. Поводом Дана устанка народа Србије, Јосип Броз Тито је 7. јула 1946. боравио у посети Ужицу, које је у јесен 1941. било центар слободне партизанске територије, познате као Ужичка република. Дан након његове посете, 8. јула 1946. Градски народни одбор Ужица донео је одлуку о преименовању Ужица у Титово Ужице. Свега неколико дана касније, Тито је 12. јула 1946. поводом Дана устанка народа Црне Горе посетио Подгорицу, а сутрадан је на Цетињу присуствовао прослави петогодишњице Тринаестојулоског устанка. Истог дана 13. јула 1946. Влада НР Црне Горе донела је одлуку о преименовању Подгорице у Титоград. После Ужица и Подгорице, Титово име је поводом Дана устанка народа Македоније, а на основу одлуке Владе НР Македоније 11. октобра 1946. понео Велес.
Именовања градова Титовим именом одиграла су се у почетној фази стварања култа личности Јосипа Броза Тита, када је установљена пракса да све главне улице или тргови у већини места Југославије понесу његово име. Ово се посебно односило на главне градове југословенских република и покрајина. Улица маршала Тита постојала је у Београду и Приштини, док су Загреб и Скопље имали Трг маршала Тита, Нови Сад Булевар маршала Тита, а Љубљана Титову цесту. Централне улице у Сарајеву и Скопљу, као у булевар у Подгорици и даље носе Титово име.
Поред улица, име Јосипа Броза Тита носиле су фабрике и разна предузећа, основне и средње школе, касарне ЈНА и др. Одлуком Собрања НР Македоније Титово име је 21. априла 1953. понео и највиши врх Шарпланине — Титов врх (2.748 метара), који је био познат као Турчин и Голем Турчин. Упоредо су именима улица, школа, предузећа и других установа, давана имена истакнутих комунистичких револуционара и народних хероја, а додељивана су и градовима, па су тако имена Жарка Зрењанина, Ивана Милутиновића и Светозара Марковића понели — Зрењанин, Иванград (Беране) и Светозарево (Јагодина). Такође, велики број села, углавном у Војводини, насељен колонистима из устаничких крајева Босне, Лике, Далмације, Херцеговине и др, понео је имена народних хероја — Качарево (Светозар Качар), Младеново (Младен Стојановић), Ратково (Ратко Павловић Ћићко), Челарево (Здравко Челар), Савино Село (Сава Ковачевић) и др. Постојала је пракса да називи улица, тргова, школа, као и градова, носе имена још увек живих југословенских револуционара и политичара — најпре је по Александру Ранковићу Банатски Карловац 1947. преименован у Ранковићево, а то је име 1949. понело и Краљево; Плоче су 1950. преименоване у Кардељево, по Едварду Кардељу; а Стрничево, код Птуја је 1947. понело име Кидричево, по Борису Кидричу. Године 1954. прекинуто је са овом праксом па је исте године Кардељеву враћен претходни назив, а наредне године Краљеву и Банатском Карловцу. Кидричево је задржало назив, с обзиром да је у међувремену Борис Кидрич преминуо, а поред њега, називе су задржали и градови именовани по Титу.
Након смрти Јосипа Броза Тита, 1980. дошло је до јачања култа личности, који је започео још на његовој спектакуларној сахрани. У години обележавања четрдесете годишњице устанка, 1981. Титово име понела су још три града — Велење, Косовска Митровица и Дрвар. Као развијени рударски и раднички центри, симболи радничког самоуправљања, Велење и Косовска Митровица одабрани су да носе Титово име. Велење је постало Титово Велење на Дан општине 10. октобра 1981, а Косовска Митровица је постала Титова Митровица на Дан ослбођења у Другом светском рату 23. новембра 1981. године. Дрвар, устанички центар Босанске крајине и седиште слободне партизанске територије, у коме је 25. маја 1944. извршен немачки ваздушни десант, са циљем да се зароби маршал Тито и чланови Врховног штаба, понео је 24. новембра 1981. Титово име. И пре именовања, Дрвар је због своје ратне улоге, био симболички везан за председника СФРЈ, а у њему се налази спомен-музеј „25. мај 1944”, у оквиру кога је и Титова пећина. На тридесету годишњицу немачког десанта 17. маја 1974. проглашен је за град херој. Како би се испунио циљ да у свакој републици и покрајини постоји град са Титовим именом, његово име је 25. маја 1983. на Дан младости понео Титов Врбас, један од индустријских центара САП Војводине.
Нако распада Савеза комуниста, на Четрнаестом конгресу, током 1990. дошло је до увођења вишепартијског система и одржавања избора у свим југословенским републикама. Највећи број гласова на изборима у Словенији, Хрватској и Босни и Херцеговини добиле су опозиционе партије, углавном националистичке оријентације, док су у Црној Гори и Србији победили социјалисти (реформисани комунисти). У Македонији формирана је техничка влада јер ни опозиција ни реформисани Савез комуниста нису имали довољну већину за формирање самосталне власти. Након избора у свим републикама започео је процес демократизације друштва и укидања заоставштина једнопартијског система, па су у складу са тим вршена преименовања улица, школа и других установа. Први град који је Титово име избрисао из свог назива био је Велење, 17. јула 1990. одлуком Скупштине општине. Наредне 1991. без Титовог имена остали су Дрвар 31. јула 1991, такође одлуком Скупштине општине и Титов Врбас, Титова Митровица и Титово Ужице 12. августа 1991. доношењем Закона о територијалној организацији Републике Србије. Титограду је враћен назив Подгорица, 1. априла 1992. одлуком Скупштине Црне Горе, а на основу резултата референдума, док је Велес преименован 14. септембра 1996. доношењем Закона о територијалној организацији Републике Македоније. Титова Кореница званично је преименована тек 7. фебруара 1997. доношењем Закона о подручјима жупанија, градова и општина у Републици Хрватској, иако је Титово име из назива града избрисано још 1992. за време постојања Републике Српске Крајине.

## Мапа
| Град                                                        | Република/Покрајина                                         | Датум проглашења                                       | Датум укидања                                          | Мапа                                                                                              |
| ----------------------------------------------------------- | ----------------------------------------------------------- | ------------------------------------------------------ | ------------------------------------------------------ | ------------------------------------------------------------------------------------------------- |
| Титова Кореница                                             | СР Хрватска                                                 | 5. октобар 1945.                                       | 1992. 7. фебруар 1997.                                 | Титова КореницаТитово УжицеТитоградТитов ВелесТитово ВелењеТитов ДрварТитова МитровицаТитов Врбас |
| Титово Ужице                                                | СР Србија                                                   | 8. јул 1946.                                           | 12. август 1991.                                       | Титова КореницаТитово УжицеТитоградТитов ВелесТитово ВелењеТитов ДрварТитова МитровицаТитов Врбас |
| Титоград                                                    | СР Црна Гора                                                | 13. јул 1946.                                          | 1. април 1992.                                         | Титова КореницаТитово УжицеТитоградТитов ВелесТитово ВелењеТитов ДрварТитова МитровицаТитов Врбас |
| Титов Велес                                                 | СР Македонија                                               | 11. октобар 1946.                                      | 14. септембар 1996.                                    | Титова КореницаТитово УжицеТитоградТитов ВелесТитово ВелењеТитов ДрварТитова МитровицаТитов Врбас |
| Титово Велење                                               | СР Словенија                                                | 10. октобар 1981.                                      | 17. јул 1990.                                          | Титова КореницаТитово УжицеТитоградТитов ВелесТитово ВелењеТитов ДрварТитова МитровицаТитов Врбас |
| Титова Митровица                                            | САП Косово                                                  | 23. новембар 1981.                                     | 12. август 1991.                                       | Титова КореницаТитово УжицеТитоградТитов ВелесТитово ВелењеТитов ДрварТитова МитровицаТитов Врбас |
| Титов Дрвар                                                 | СР Босна и Херцеговина                                      | 24. новембар 1981.                                     | 31. јул 1991.                                          | Титова КореницаТитово УжицеТитоградТитов ВелесТитово ВелењеТитов ДрварТитова МитровицаТитов Врбас |
| Титов Врбас                                                 | САП Војводина                                               | 25. мај 1983.                                          | 12. август 1991.                                       | Титова КореницаТитово УжицеТитоградТитов ВелесТитово ВелењеТитов ДрварТитова МитровицаТитов Врбас |
| — Градови који су Титово име добили за време његовог живота | — Градови који су Титово име добили за време његовог живота | — Градови који су Титово име добили након његове смрти | — Градови који су Титово име добили након његове смрти | Титова КореницаТитово УжицеТитоградТитов ВелесТитово ВелењеТитов ДрварТитова МитровицаТитов Врбас |

## Титов Врбас
Врбас је град у средњој Бачкој, поред Великог бачког канала. Основан је 1213. као седиште поседа двојице племића. Овде је углавном живело словенско (српско) становништво, које је у више наврата због поплава, ратова или болести напуштало насеље. Након Карловачког мира, 1699. и дефинитивног одласка Турака из ових крајева, долази до великих етничких промена. Срби се из Бачке селе у Банат и Русију, а започиње колонизација Немаца, Русина и Мађара на ове просторе. Русини су се у Врбас населили 1745, Немци почињу насељавање 1784, а Мађари масовније долазе након 1890. године. Доласком Немаца, 1785. оснива се Нови Врбас, који је захваљујући прокопавању Великог бачког канала и изградњи железничке пруге Пешта-Суботица-Нови Сад, почео да израста у значајни индустријско-занатски и трговачки центар. Након Првог светског рата и пропасти Аустроугарске, 1918. град улази у састав Краљевине Југославије, где се налазио у саставу Дунавске бановине. За време Другог светског рата, био је под мађарском окупацијом, али су значајну улогу у окупираном граду имали домаћи Немци „фолксдојчери”. Непосредно пред ослобођење од фашизма, 20. октобра 1944. део немачког становништва се повукао са окупационим снагама, док је део протеран после рата, након чега су у ове крајеве досељени колонисти из Црне Горе, Херцеговине, Босне, Косова и других крајева Југославије.
Као значајан пољопривредно-индустријски и занатско-трговачки центар Врбас у годинама након рата, у условима социјалистичких друштвених односа, постаје један од већих привредних центара Социјалистичке Аутономне Покрајине Војводине. Године 1959. формиран је Индустријско-прехрамбени комбинат „Врбас” у чији састав је ушло више мањих предузећа, а након његовог расформирања долази до стварања самосталних предузећа од којих су најпознатији — фабрика уља и биљних масти „Витал”, фабрика шећера „Бачка” и индустрија меса „Карнекс”.
Одлуку о преименовању Врбаса у Титов Врбас донела је 5. маја 1983. Скупштина САП Војводине, а нови назив град је користио од Дана младости 25. маја.

## Титов Дрвар
Дрвар је градић у Босанској крајини, смештен поред реке Унца у Дрварској котлини. Његова историја обележена је разним бунама и устанцима, а нарочито за време турске власти. У току Босанскохерцеговачког устанка 1876—1878. у дрварском крају и широј околини вођене су значајне битке, а један од вођа устанка био је хајдучки харамбаша Голуб Бабић. Као градско насеље Дрвар се почео развијати упоредо са развојем индустрије, крајем 19. и почетком 20. века. Шумска богатства и квалитет дрвета привукли су инвеститоре за време аустроугарске владавине да овде створе индустријско место и изграде значајну мрежу железничких пруга које су ишле до Книна, Приједора и Јајца. Посао који је 1900. започео један баварски индустријалац, након Првог светског рата наставило је у Краљевини Југославији Шумско индустријско-привредно акционарско друштво (ШИПАД), које је до почетка Другог светског рата прерасло у познату компанију за прераду дрвета.
Као индустријско место, Дрвар је пре почетка Другог светског рата имао одређен број чланова Комунистичке партије и Срески комитет КПЈ, који је након окупације руководио припремама за устанак у Дрвару и околним селима. Током јула 1941. на овом подручју створено је неколико герилских одреда, који су 27. јула 1941. напали и ослободили Дрвар од Италијана и усташа, чиме је започео устанак у Босанској крајини. Дрвар је у току Народноослободилачког рата био више пута заузиман и ослобађан, а дужи периоди слободе били су од 1. јула 1942. до 27. фебруара 1943; од 21. марта 1943. до 25. маја 1944. и од 21. августа 1944. до краја рата. У току овог периода, у Дрвару је два пута боравио Врховни штаб НОВ и ПОЈ — први пут крајем 1942. и почетком 1943. и други пут од 15. јануара до 25. маја 1944. године. Како би уништили Врховни штаб и заробили маршала Тита, Немци су 25. маја 1944. предузели офанзивну операцију и извршили ваздушни десант на Дрвар, који је доживео неуспех, али је током њега убијено око 350 Дрварчана. Са подручја дрварске општине око 4.250 људи борило се у партизанским јединицама, од чега је њих 1.120 погинуло, док је 540 Дрварчана пало као жртве фашистичког терора.
Оружана акција устаничких снага изведена 27. јула 1941. у Дрвару, али и истовремено у Босанском Грахову, Оштрељу и др, проглашена је за Дан устанка народа Босне и Херцеговине и до 1992. и почетка рата у Босни и Херцеговини обележавала се као државни празник. Орденом народног хероја одликовано је 17 партизанских бораца из Дрвара и околине, као и Окружни комитет СКОЈ-а за Дрвар. Поводом тридесете годишњице десанта на Дрвар, 17. маја 1974. председник СФРЈ Јосип Броз Тито је за допринос грађана Дрвара Народноослободилачкој борби и отпор пружен приликом немачког десанта одликовао Дрвар Орденом народног хероја, чиме је постао други по реду град херој у Југославији.
У послератном периоду Јосип Броз Тито је три пута посетио Дрвар. Први пут 12. марта 1950. када је обишао радове на обнови и изградњи града, одржао говор народу Босанске крајине и посетио пећину, у којој је боравио током рата. Друга посета Дрвару била је 10. априла 1966, приликом обиласка Босанске крајине. Том приликом обишао је погоне фабрике целулозе, имао сусрет са породицама палих бораца и поново обишао пећину. Последња Титова посета била је 1. и 2. јуна 1974. приликом обележавања тридесете годишњице десанта, када је присуствовао војној вежби „Дрвар 74” и великом народном збору на коме је представницима општине Дрвар предат Орден народног хероја.
Након Титове смрти, дошло је до успостављања посмртног култа личности, па је одлучено да поред већ постојећих градова са Титовим именом, његово име понесе по један град у свакој републици и покрајини. Приликом одабира града Републичка конференција Социјалистичког савеза радног народа Босне и Херцеговине (ССРН БиХ) двоумила се између Дрвара и Бихаћа, који је у јесен и зиму 1942. био центар неформалне Бихаћке републике, где је формиран АВНОЈ и одржано његово прво заседање. Званична одлука о преименовању Дрвара у Титов Дрвар донета је 24. новембра 1981. на заједничкој седници свих већа Скупштине општине Дрвар и свих друштвено-политичких организација Дрвара. На седници којој је присуствовао Раиф Диздаревић председник Председништва СР Босне и Херцеговине усвојена је Повеља о промени назива, у којој се између осталог пише:
| „ | Ми радници, сељаци, борци, омладина, пионири, сви грађани Дрвара горди смо што овом граду дајемо име које нашу прошлост, садашњост и будућност трајно веже за личност и историјско дело друга Тита. | ” |

У оквиру свечаности промене назива, у Титовом Дрвару истог дана је отворена фабрика редуктора и зупчаника, која се налазила у склопу Удружене наменске индустрије Сарајево (УНИС) и запошљавала је 240 радника. Непуних десет година касније, након првих вишепартијских избора у Босни и Херцеговини, на којима је у Дрвару победила опозициона Српска демократска странка (СДС), Скупштина општине Титов Дрвар, на иницијативу СДС донела је 31. јула 1991. одлуку да се из назива имена града избрише Титово име, уз образложење да је за Дрвар недостојно и неприлично да носи Титово име. Након усвајања, ова одлука је прослеђена на потврђивање Скупштини СР Босне и Херцеговине, али је она на седници од 17. децембра 1991. одбила да је прихвати. Предлог је на гласању у Већу општина добио потребну већину, али је у Већу грађана за предлог гласао 51 посланик, против је било 9, а 22 уздржаних, па предлог није добио потребну 2/3 већину. Због почетка рата у Босни и Херцеговини, Скупштина више није расправљала о овом предлогу, а Дрвар није користио Титово име.

## Титова Кореница
Кореница је градић у Лици, смештен у Кореничком пољу, које се простире западно од Пљешевице. Налази се на раскрсници путева између Плитвица, Доњег Лапца, Удбине, Личког Осика и Врховина. У близини се налазе рушевине Мрсињ града из 1468. године. До укидања Војне крајине 1881. сачињавали су га углавном војни објекти — касарна, официрски станови понека кафани и трговина, а основна привредна грана становника околних села било је сточарство. Након тога повећао се број становника, а Кореница је постала седиште управне општине.
На почетку Другог светског рата 1941. окупирали су је Италијани. Околина села ослобођена су од стране партизана још у току устанка у јулу 1941, а Кореница је ослобођена 28. марта 1942, након тромесечне блокаде. Крајем априла 1942. овде су дошли Централни комитет КП Хрватске и Главни штаб НОП одреда Хрватске одакле су руководили Народноослободилачком борбом у Хрватској. Овде је формиран Први пролетерски батаљон Хрватске и радила Официрска школа Главног штаба Хрватске. У току Четврте непријатељске офанзиве италијанске снаге су 2. фебруара 1943. заузеле Кореницу, али је поново ослобођена половином фебруара 1943. године. Након више од годину дана слободе, немачке и усташке снаге су током лета 1944. неколико пута продирале у Кореницу и држале је по неколико дана. Снаге немачког 15. армијског корпуса, приликом обезбеђивања повлачења групе армија Е, заузеле су је накратко у децембру 1944. и марту 1945. године. Коначно је ослобођена 21. марта 1945. од стране јадница Југословенске армије.
Пола године након ослобођења, Вицко Крстуловић министар унутрашњих послова у Влади Федералне Хрватске донео је 5. октобра 1945. одлуку о преименовању Коренице у Титову Кореницу, са образложењем:
| „ | народ кореничког котара у више наврата јасно је изразио своју вољу да се мјесто Кореница прозове Титова Кореница, па је народ тако већ и зове, хтејући тиме дати видног знака своје љубави и захвалности великом вођи ослободилачке борбе народа Југославије | ” |

Ова одлука објављена је 5. децембра исте године у Зборнику закона и уредби у Народним новинама у Загребу.
Након рата, Јосип Броз Тито је два пута посетио Титову Кореницу. Први пут 27. јула 1946, када је присуствовао прослави петогодишњице Дана устанка народа Хрватске и други пут 2. октобра 1967, у склопу обиласка места по Лици. Том приликом имао је сусрет са ратним ветеранима и положио венац на споменик Марку Орешковићу. Поред Коренице, неколико пута је боравио на оближњим Плитвичким језерима (тада у саставу општине Т. Кореница) — 7. септембра 1951, 14. септембра 1953, 17. јуна 1960. са египатским председником Насером, од 1. до 5. октобра 1967. приликом обиласка Лике, 1. и 2. маја 1969, 6. октобра 1971. за време маневра „Слобода 71” и од 9. до 11. јула 1976. године.

## Титова Митровица
Косовка Митровица понела је Титово име 23. новембра 1981. на годишњицу ослобођења у Другом светском рату 1944. године.